# Кама Чинен
Кама Чинен (на японски: 知念 カマ) е японска столетница, която от 2009 година до смъртта си е смятана за най-възрастния човек в света.

## Биография
Кама Чинен е родена на 10 май 1895 година в Окинава. След смъртта на Каку Яманака на 5 април 2008 година е приета за най-възрастния човек в Япония, а след смъртта на американката Гертруд Бейнс на 11 септември 2009 година – и в света.
Умира на 2 май 2010 година, когато е смятана за 28-ия най-дълго живял човек в света.
След смъртта на Чинен за най-възрастен човек в света е приета французойката Йожени Бланшар (р. 1896).